# Voltaire Schilling
Voltaire Schilling (Porto Alegre, 1944 – Porto Alegre, 2 de janeiro de 2022) foi um professor e historiador brasileiro.

## Biografia
Formou-se em história na Universidade Federal do Rio Grande do Sul, onde mais tarde passou a dar aulas. Lecionou por mais de 30 anos em vários estabelecimentos de ensino e realizado grande quantidade de palestras. Foi professor do Curso de Jornalismo Aplicado da RBS e conferencista da AJURIS, colaborador em vários jornais, responsável pela seção "História" do Portal Terra, diretor do Memorial do Rio Grande do Sul, e publicou 16 livros e mais de 50 trabalhos menores. Representou o Brasil na Feira Internacional do Livro de Jerusalém, em 1991. Em 2005 foi distinguido com a Medalha Cidade de Porto Alegre por relevantes serviços prestados, em 2006 recebeu da  Secretaria Municipal da Cultura o Prêmio Joaquim Felizardo, que destaca o Intelectual do Ano, e em 2008 foi eleito membro da Academia Rio-Grandense de Letras. Em 2013 recebeu do governo da França a Ordem Nacional do Mérito no grau de cavaleiro. Em 2010 foi um dos indicados ao Prêmio Darcy Ribeiro.
Faleceu em Porto Alegre em 2 de janeiro de 2022, vítima de embolia pulmonar seguida de parada cardiorrespiratória.

## Livros publicados
Entre seus livros se destacam:
- A Revolução Chinesa: colonialismo, maoísmo, revisionismo (1984)
- O Nazismo: breve história ilustrada (1988)
- Momentos da História: a função da História na conjuntura social (1988)
- Estados Unidos versus América Latina: as etapas da dominação (1991)
- Tempos da História (1995)
- O Conflito das Ideias (1999)
- Nietzsche: Em Busca do Super-Homem (2001)